# Rás al-Ámúd

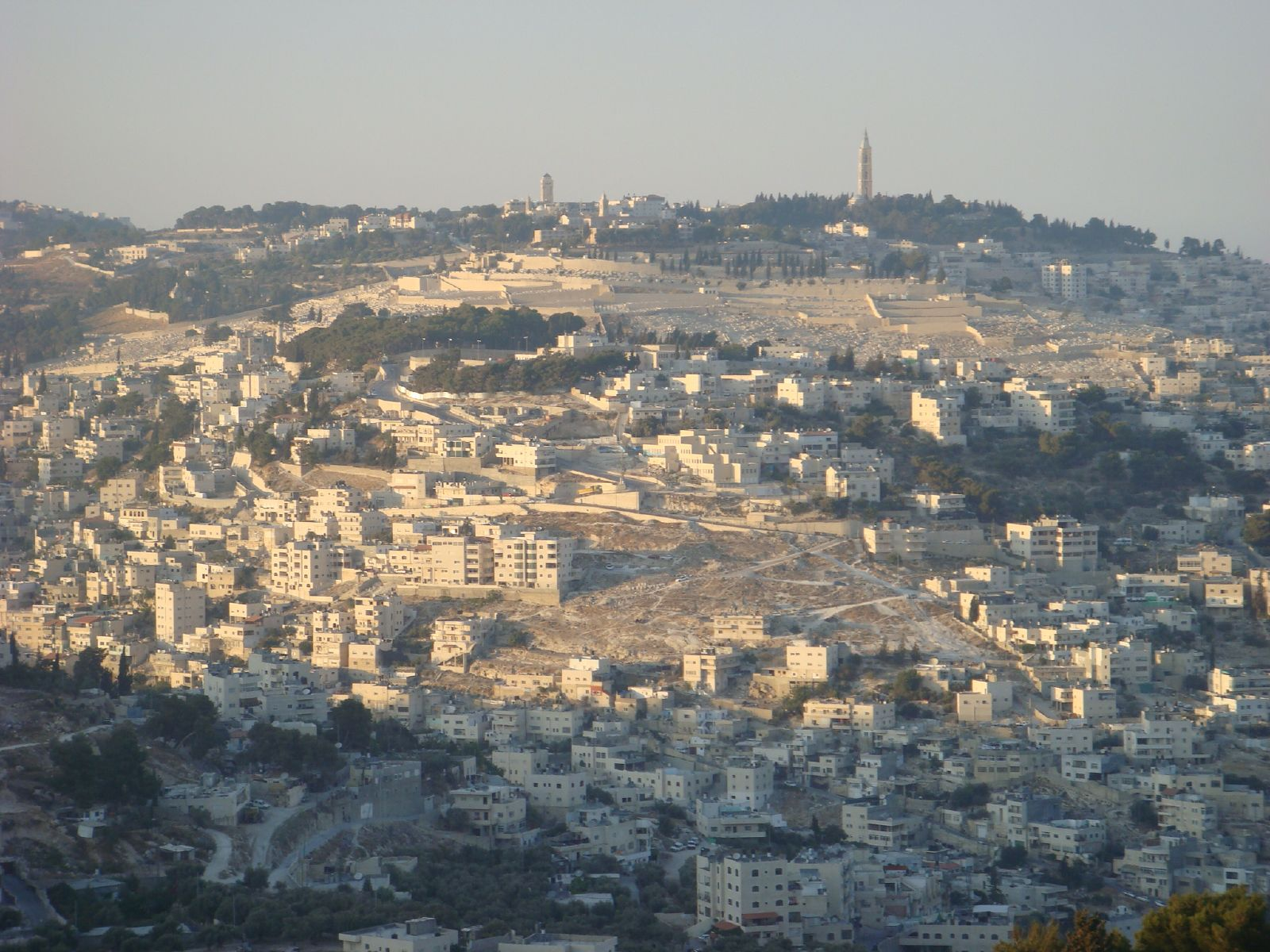
Vlevo zástavba v Džebel Batan al-Hawa, vpravo Rás al-Ámúd, v pozadí Olivová hora

Rás al-Ámúd (arabsky راس العامود‎, v hebrejské transkripci ראס אל־עמוד‎) je arabská čtvrť v jihovýchodní části Jeruzaléma v Izraeli, ležící ve Východním Jeruzalému, tedy v části města, která byla okupována Izraelem v roce 1967 a začleněna do hranic města.

## Geografie
Leží v nadmořské výšce necelých 700 m, přes 1 km jihojihovýchodně od Starého Města. Na jihu a jihozápadě s ní sousedí arabská čtvrť Džebel Batan al-Hawa, na východě Vádí Kadum, na západě Silvan a na severu at-Túr. Zaujímá vrcholové partie i východní svahy hory Har ha-Mašchit, která je jedním ze tří vrcholů severojižního hřbetu, jenž z východu lemuje centrální oblast Jeruzaléma. Dalšími dílčími vrcholy tohoto pásu je Olivová hora a hora Skopus. Na východě terén klesá do hlubokého údolí patřícího do povodí vádí Nachal Kidron. Východně od čtvrtě pocházejí městské hranice Jeruzaléma, které přibližně sleduje také Izraelská bezpečnostní bariéra. Ta odděluje další arabskou zástavbu východně odtud s rozptýlenými sídly jako Abu Dis a al-Ejzarija. Čtvrtí prochází lokální silnice číslo 417. Rás al-Ámúd leží nedaleko zelené linie, která do roku 1967 rozdělovala Jeruzalém.

## Dějiny
Původně šlo o malé ryze vesnické sídlo. Na mapě z roku 1947 je tu zakresleno pouhých cca 20 domů. Během mandátní Palestiny zde stávala britská policejní stanice. Tu pak v roce 1948 využívala Arabská legie. Na konci první arabsko-izraelské války byla lokalita v rámci dohod o příměří z roku 1949 začleněna do území okupovaného Jordánskem. V roce 1967 byla okupována Izraelem a stala se městskou částí Jeruzaléma. Zástavba má rozptýlený vesnický charakter a spolu s okolními čtvrtěmi vytváří na živelně rostlém půdorysu souvislou aglomeraci. Budovu původní britské policejní stanice využívá Izraelská policie a plánuje se tu zřídit styčné úřady pro bezpečnostní koordinaci s Palestinskou autonomií. Od konce 90. let 20. století vyrůstá na západním okraji čtvrti židovská sídelní enkláva zvaná Ma'ale ha-Zejtim.